# Liste der Botschafter der Vereinigten Staaten in Griechenland
Die Liste der Botschafter der Vereinigten Staaten in Griechenland bietet einen Überblick über die Leiter der US-amerikanischen diplomatischen Vertretung in Griechenland seit der Aufnahme diplomatischer Beziehungen. 

## Botschafter
| Amtszeit   | Name                         | Anmerkung             |
| ---------- | ---------------------------- | --------------------- |
| 1868–1871  | Charles K. Tuckerman         |                       |
| 1871–1873  | John M. Francis              |                       |
| 1873–1879  | J. Meredith Read             |                       |
| 1882–1884  | Eugene Schuyler              |                       |
| 1885–1889  | Walker Fearn                 |                       |
| 1889–1892  | A. Loudon Snowden            |                       |
| 1892–1893  | Truxtun Beale                |                       |
| 1893–1897  | Eben Alexander               |                       |
| 1897–1899  | William Woodville Rockhill   |                       |
| 1899–1901  | Arthur Sherburne Hardy       |                       |
| 1901–1902  | Charles S. Francis           |                       |
| 1902–1907  | John B. Jackson              |                       |
| 1907–1909  | Richmond Pearson             |                       |
| 1909–1912  | George H. Moses              |                       |
| 1912–1913  | Jacob Gould Schurman         |                       |
| 1913–1914  | George F. Williams           |                       |
| 1914–1920  | Garrett Droppers             |                       |
| 1920       | Edward Capps                 |                       |
| 1924–1926  | Irwin B. Laughlin            |                       |
| 1926–1932  | Robert Peet Skinner          |                       |
| 1933–1941  | Lincoln MacVeagh             |                       |
| 1942–1943  | Anthony Joseph Drexel Biddle |                       |
| 1943       | Alexander Comstock Kirk      |                       |
| 1943–1947  | Lincoln MacVeagh             | erneut nach 1933–1941 |
| 1948–1950  | Henry F. Grady               |                       |
| 1950–1953  | John Emil Peurifoy           |                       |
| 1953–1956  | Cavendish W. Cannon          |                       |
| 1956–1957  | George V. Allen              |                       |
| 1958–1959  | James W. Riddleberger        |                       |
| 1959–1962  | Ellis O. Briggs              |                       |
| 1962–1965  | Henry R. Labouisse           |                       |
| 1965–1969  | Phillips Talbot              |                       |
| 1969–1974  | Henry J. Tasca               |                       |
| 1974–1977  | Jack B. Kubisch              |                       |
| 1978–1981  | Robert J. McCloskey          |                       |
| 1981–1985  | Monteagle Stearns            |                       |
| 1985–1989  | Robert V. Keeley             |                       |
| 1989–1993  | Michael G. Sotirhos          |                       |
| 1993–1997  | Thomas Niles                 |                       |
| 1997–2001  | R. Nicholas Burns            |                       |
| 2001–2004  | Thomas J. Miller             |                       |
| 2004–2007  | Charles P. Ries              |                       |
| 2007–2010  | Daniel V. Speckhard          |                       |
| 2010–2013  | Daniel Bennett Smith         |                       |
| 2013–2016  | David D. Pearce              |                       |
| 2016–2022  | Geoffrey R. Pyatt            |                       |
| 2022– 2025 | George James Tsunis          |                       |